# Agave amica
L'Agave amica, precedentemente conosciuta con il nome di Polianthes tuberosa, è una pianta perenne della famiglia delle Asparagaceae, sottofamiglia Agavoideae, i cui estratti vengono utilizzati come nota olfattiva in profumeria . Ora ampiamente coltivata come pianta ornamentale, la specie è originariamente nativa del Messico.

## Etimologia
Il nome comune deriva dal latino tuberosa,  in riferimento al sistema radicale rigonfio o tuberoso.

## Descrizione
La tuberosa è una pianta erbacea, cresce da tuberi sotterranei o radici tuberose. Produce offset. Le foglie sono leggermente succulente e di un verde opaco, di circa 30–50 cm di lunghezza e fino a 13 mm di larghezza alla base. L'infiorescenza è una spiga, che arriva fino ad 1 m di altezza, con fiori cerosi di colore bianco puro. I fiori sono tubolari, lunghi fino a 6 cm, che si separano in sei segmenti svasati (tepali) all'estremità, e sono fortemente profumati. Ci sono sei stami, inseriti nel tubo del fiore, e uno stigma in tre parti.
La cultivar a fiore doppio "La Perla " (in inglese The Pearl) ha foglie più larghe e più scure e spighe fiorali più corte, che di solito raggiungono solo 50–60 cm. Sono state segnalate forme a fiore arancione della specie. Inoltre, a causa dell'incrocio con altre specie, ora esistono forme gialle, rosa, rosse e verdastre.

## Tassonomia
La specie fu descritta per la prima volta da Carlo Linneo nel 1753, come Polianthes tuberosa. Friedrich Kasimir Medikus trasferì la specie nel genere Tuberosa nel 1790, sotto il nome di Tuberosa amica. Sia gli studi morfologici che quelli filogenetici molecolari hanno dimostrato che il genere Polianthes è incorporato nel più ampio genere Agave. Sono stati fatti due tentativi errati per nominare la specie quando è stata trasferita ad Agave . Nel 1999 Joachim Thiede e Urs Eggli pubblicarono il nome " Agave tuberosa ". Tuttavia, Philip Miller utilizzò questo nome già nel 1768, per la specie ora chiamata Furcraea tuberosa,  quindi non poté essere utilizzato di nuovo, e il nome di Thiede e Eggli è illegittimo. Nel 2001 Thiede e Eggli pubblicarono un nome sostitutivo ( nomen novum ), " Agave polianthes ". Tuttavia, poiché Tuberosa amica di Medikus è considerato un sinonimo di Polianthes tuberosa, secondo il Codice internazionale di nomenclatura per alghe, funghi e piante dovrebbe essere utilizzata la nomenclatura più datata disponibile, quando il nome originale non è disponibile. Perciò il secondo nome di Thiede e Eggli è superfluo,  e di conseguenza il nome corretto per la specie all'interno di Agave è Agave amica, come spiegato da Thiede e Rafaël Govaerts quando pubblicarono questa combinazione nel 2017.

## Distribuzione
Si ritiene che la tuberosa sia originaria del Messico centrale e meridionale.  Non si trova più allo stato selvatico, probabilmente a causa dell'addomesticamento da parte degli Aztechi . Attualmente è coltivata in molti paesi tropicali e temperati. Polianthes tuberosa è l'unica specie di Polianthes in coltivazione commerciale.

## Usi

### In profumeria
La travolgente fragranza della tuberosa è stata distillata per essere utilizzata in profumeria sin dal XVII secolo, quando il fiore fu trasportato per la prima volta in Europa. La regina francese Maria Antonietta usava un profumo chiamato Sillage de la Reine, chiamato anche Parfum de Trianon, contenente tuberosa, fiori d'arancio, legno di sandalo, gelsomino, iris e cedro .
Rimane una nota floreale popolare per i profumi, sia nelle fragranze solamente a base di tuberosa che nei profumi floreali misti, ma generalmente deve essere usata con moderazione poiché l'essenza potrebbe risultare nauseante per chi la indossa.

### Altri
In India e Bangladesh sono ampiamente utilizzati per realizzare ghirlande di fiori che vengono offerte agli dei o utilizzate come ornamenti nuziali.
Mentre un tempo era associato ai funerali, ora viene utilizzato nelle composizioni floreali per altre occasioni.
In Indonesia i fiori di tuberosa vengono utilizzati anche in cucina.
Alle Hawaii sono uno dei fiori principali utilizzati nella costruzione dei lei. Alcuni altri sono plumerie, zenzero, orchidee e luccio (gelsomino).

## Coltivazione

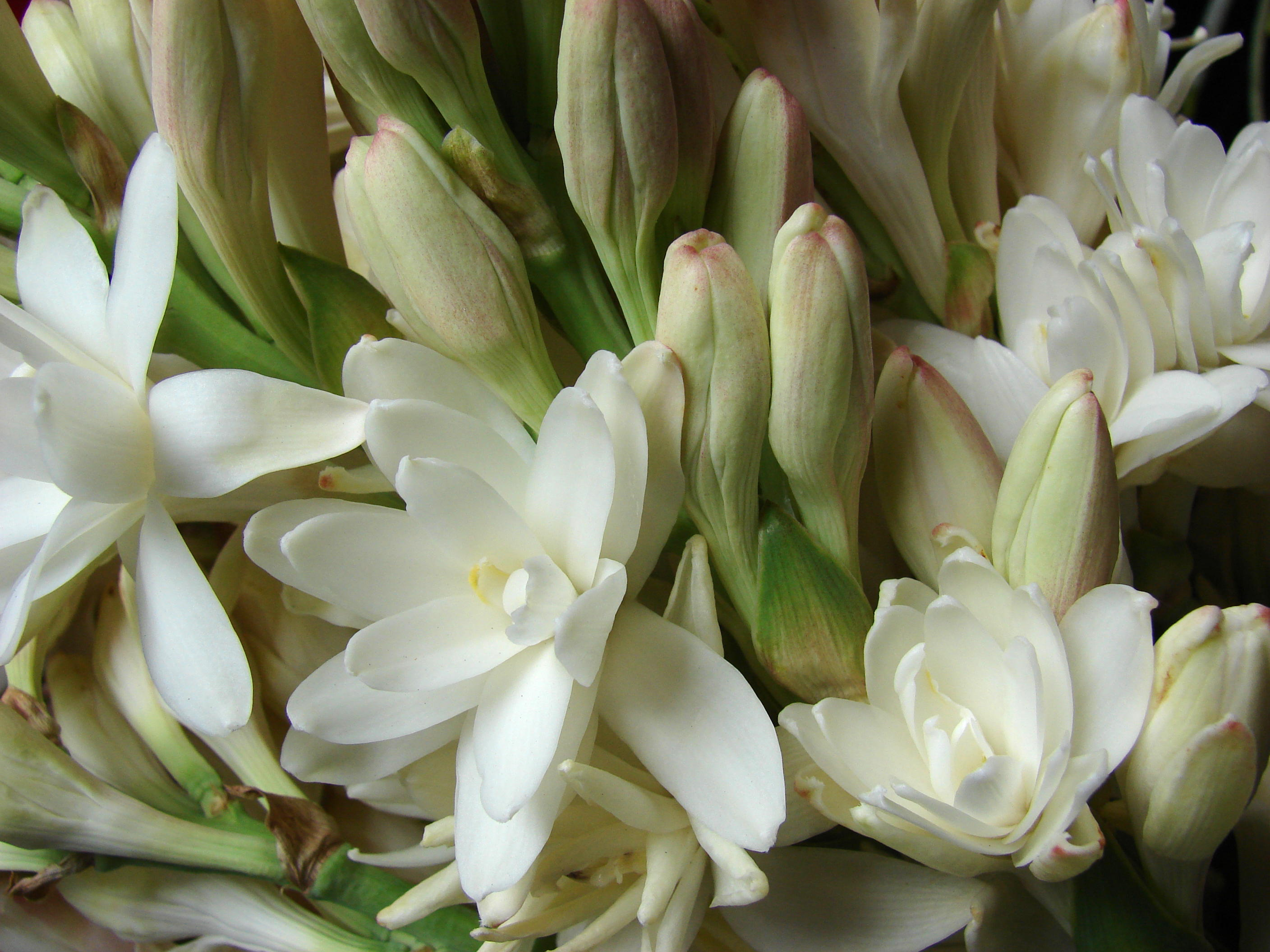
Fiori della cultivar a fiore doppio 'The Pearl'

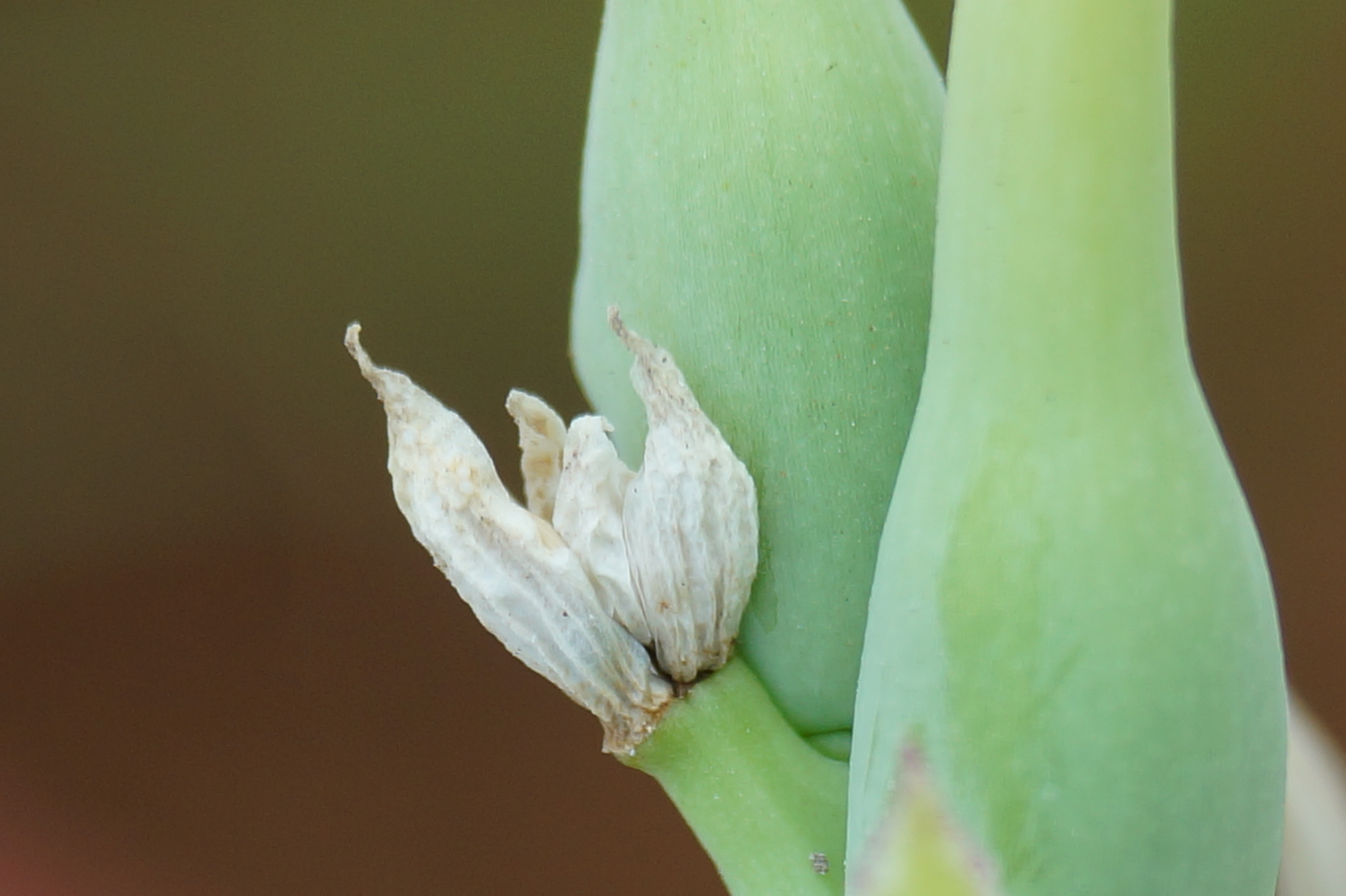
Semi di tuberosa

Le tuberose possono essere svernate all'aperto nelle zone di rusticità 8-10. Nelle zone più fredde le tuberose vengono coltivate come annuali estive, in vasi o bordure di fiori misti dove possono essere apprezzate per il loro profumo. Per fiorire le piante necessitano di circa 4 mesi di temperature calde dal momento in cui viene piantato il rizoma. I giardinieri di solito mettono a dimora i rizomi in serra a partire dalla fine dell'inverno o all'inizio della primavera, spostandoli all'aperto nella tarda primavera una volta passato il pericolo di gelate. Se vengono coltivate direttamente nel terreno in questo periodo, potrebbero non fiorire fino a settembre, riducendo notevolmente il periodo in cui si può godere della loro fioritura. Una volta che il fogliame comincia ad ingiallire in ottobre, le foglie vanno potate, i rizomi dissotterrati e conservati in un luogo fresco, asciutto e buio per l'inverno.
La varietà più popolare è una cultivar a fiore doppio soprannominata in inglese The Pearl, "La Perla" che cresce fino a 76 cm di altezza e presenta boccioli rosa pallido tendenti al crema. La varietà più comune è chiamata in inglese Mexican Single che, sebbene non così decorativa come The Pearl, dura più a lungo come fiore reciso.
Le tuberose erano particolarmente amate da Luigi XIV di Francia, che le fece piantare a centinaia nelle aiuole del Grand Trianon a Versailles in modo che il profumo fosse insopportabile, il che senza dubbio aiutò a coprire gli odori derivanti dalla scarsa igiene a palazzo. Venivano coltivate in vasi di terracotta e piantate direttamente nel terreno; per mantenere il profumo costantemente, venivano inseriti nuovi esemplari a rotazione, a volte anche quotidianamente.

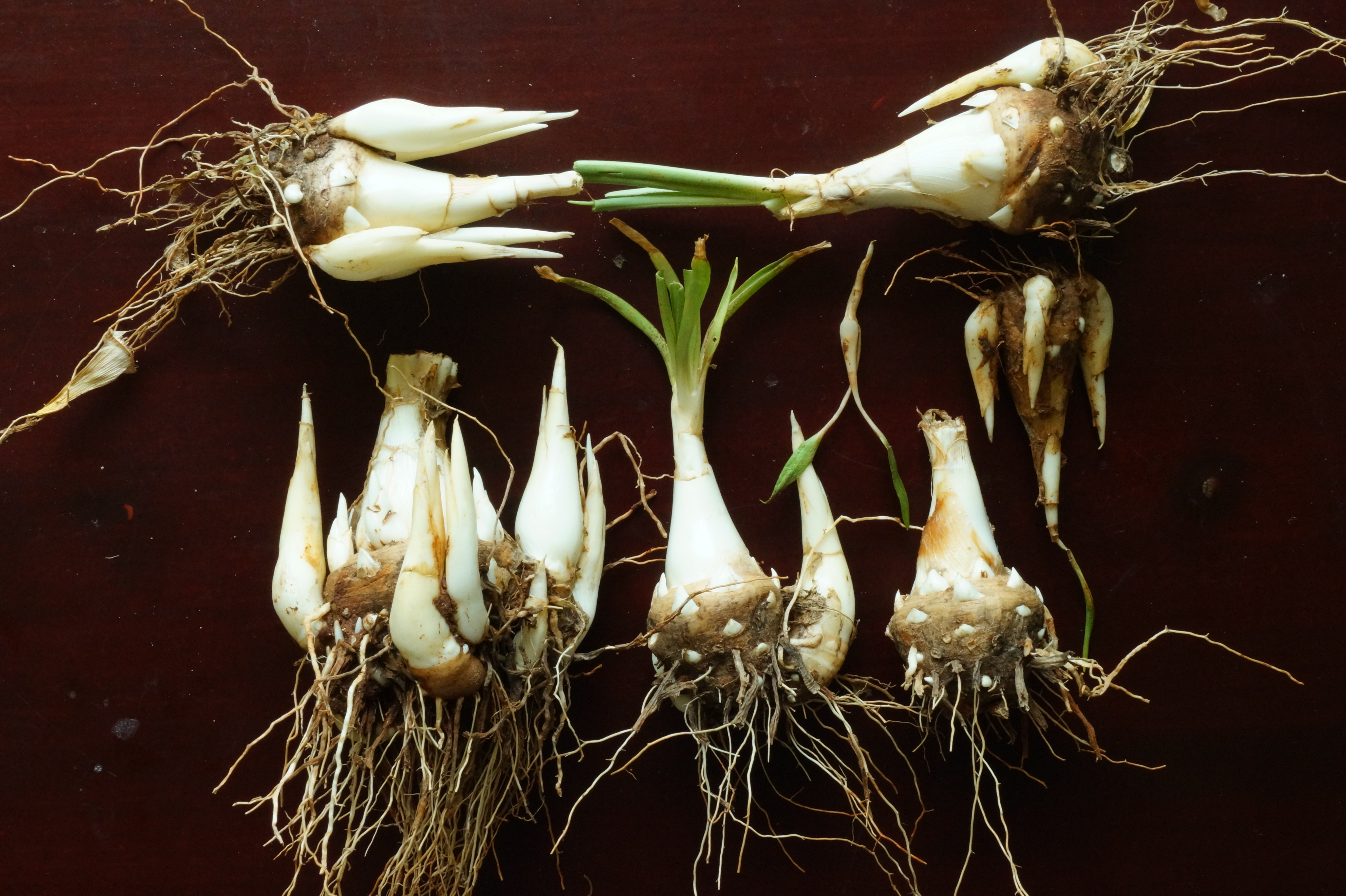
Bulbi di tuberosa prelevati per il reimpianto stagionale

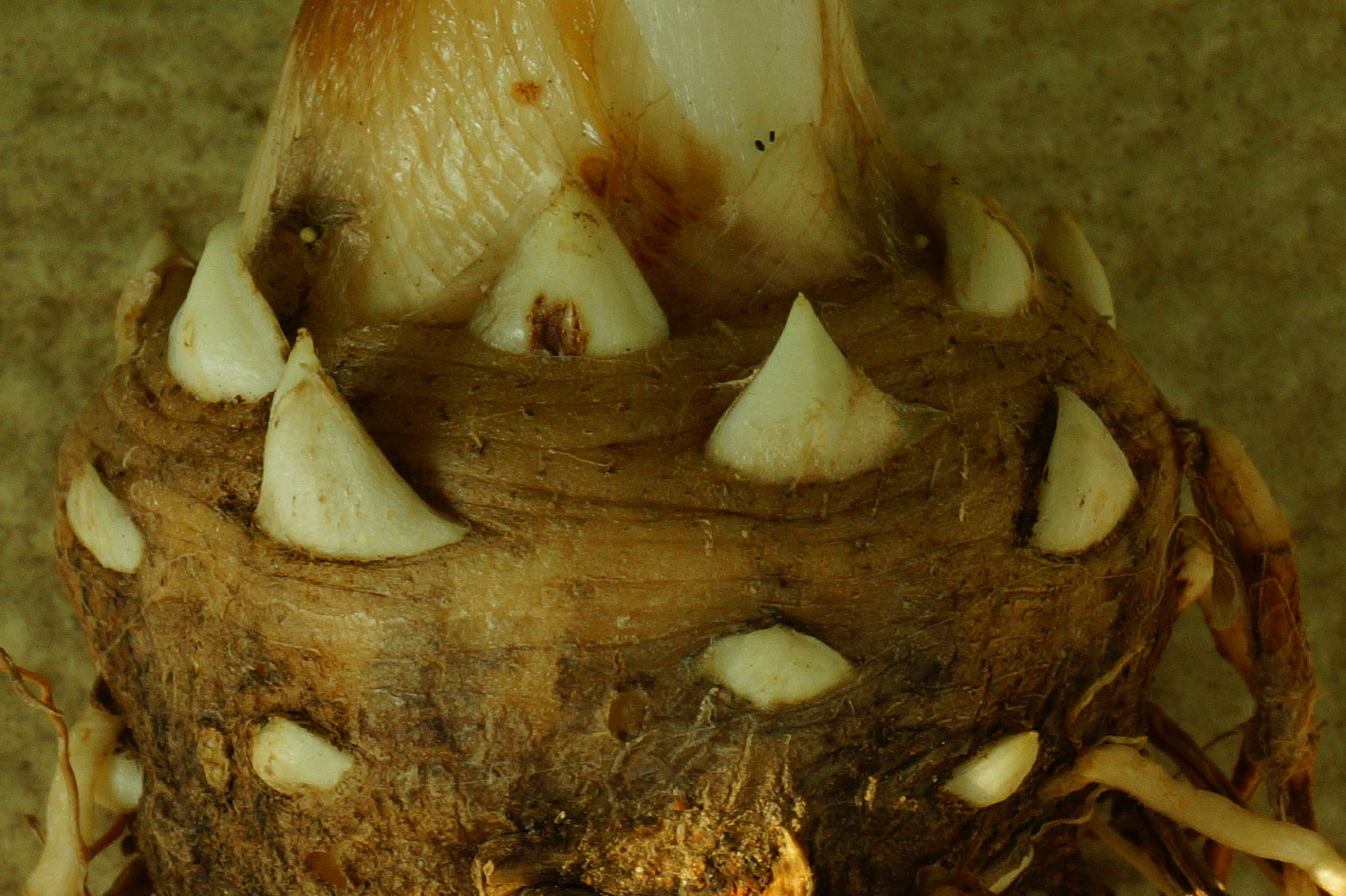
Nuovi germogli emergono dai bulbi della tuberosa

## Galleria d'immagini

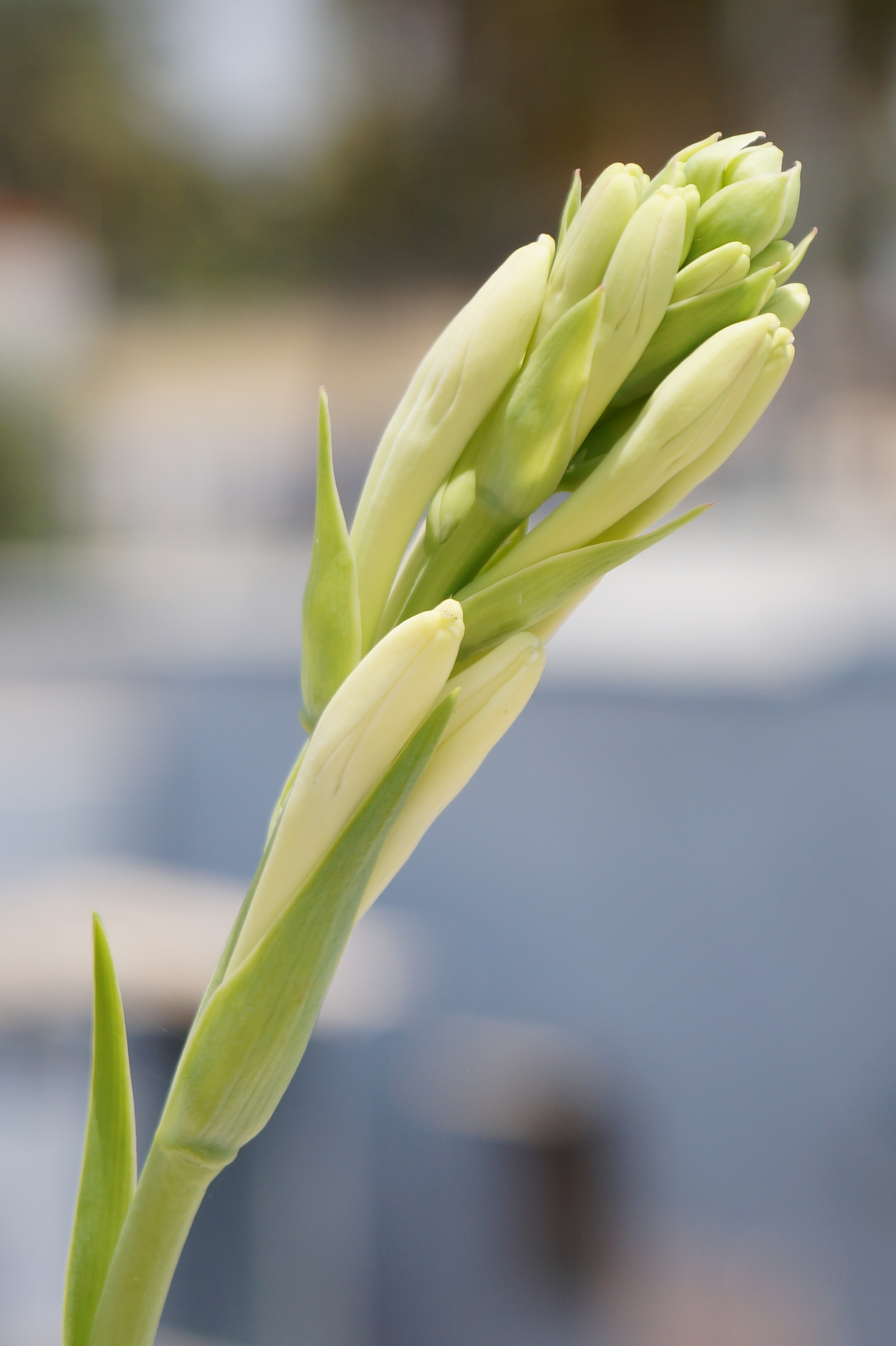
Boccioli
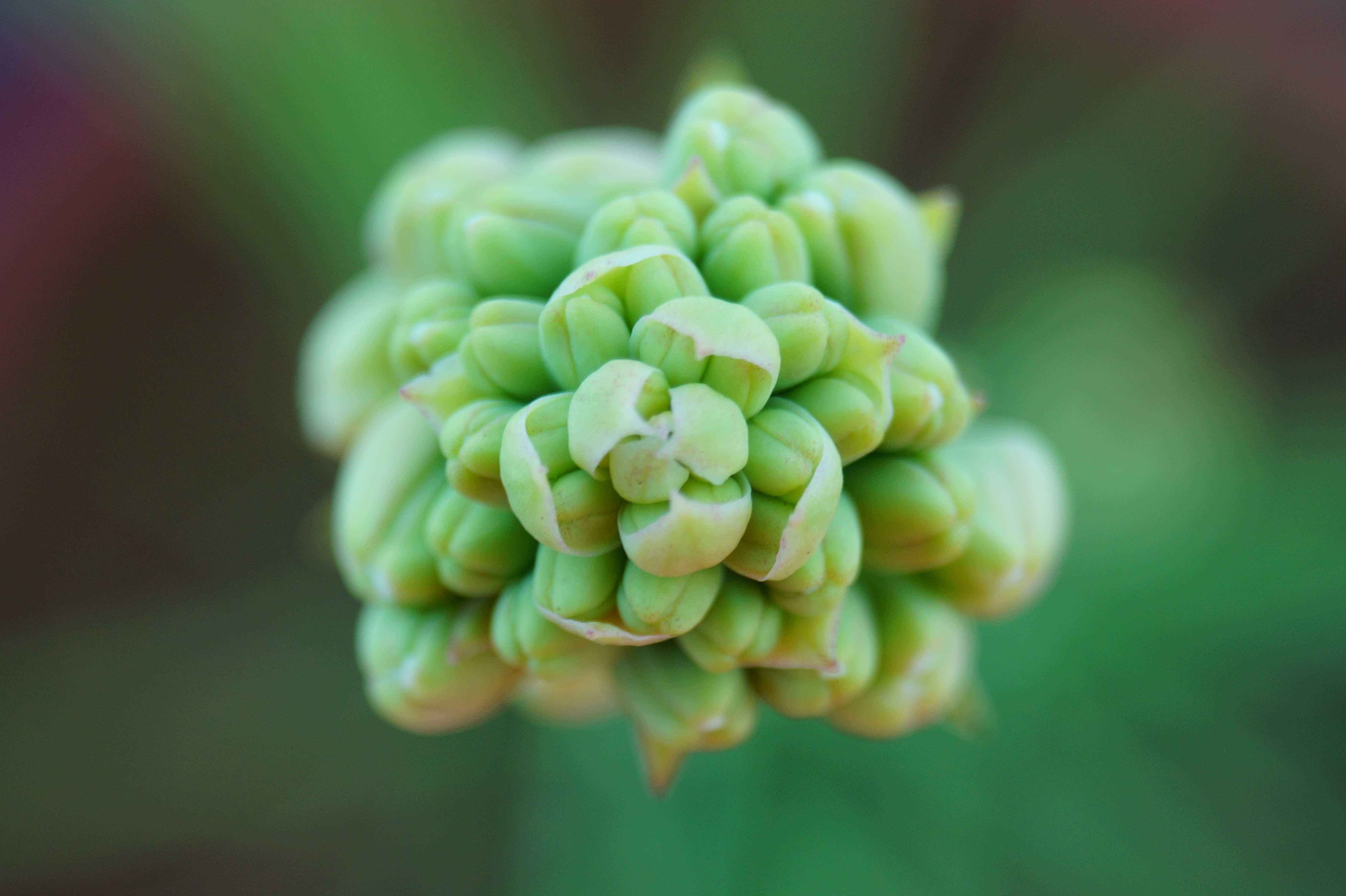
Vista dall'alto dei boccioli prima della fioritura
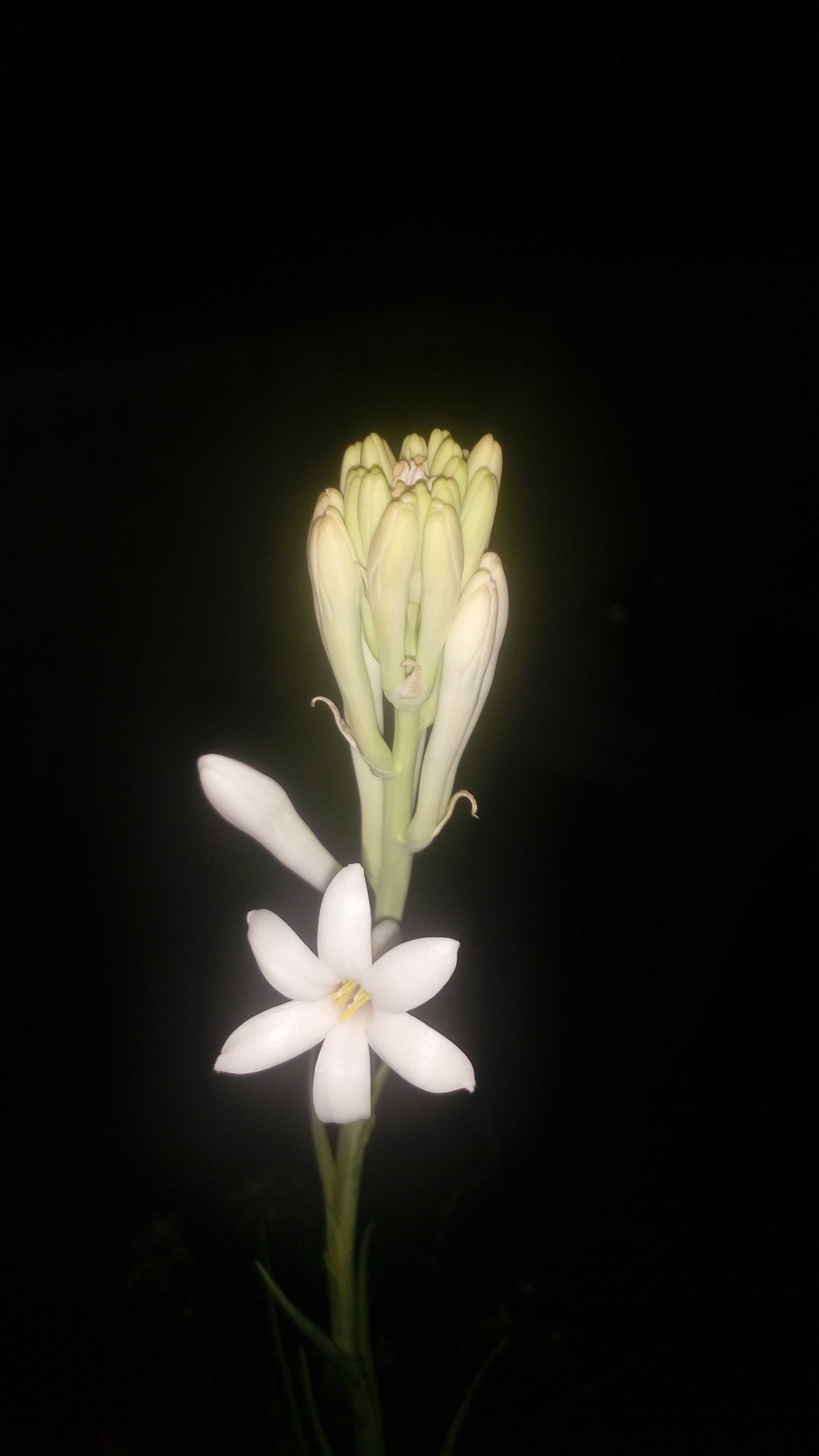
Vista notturna del fiore
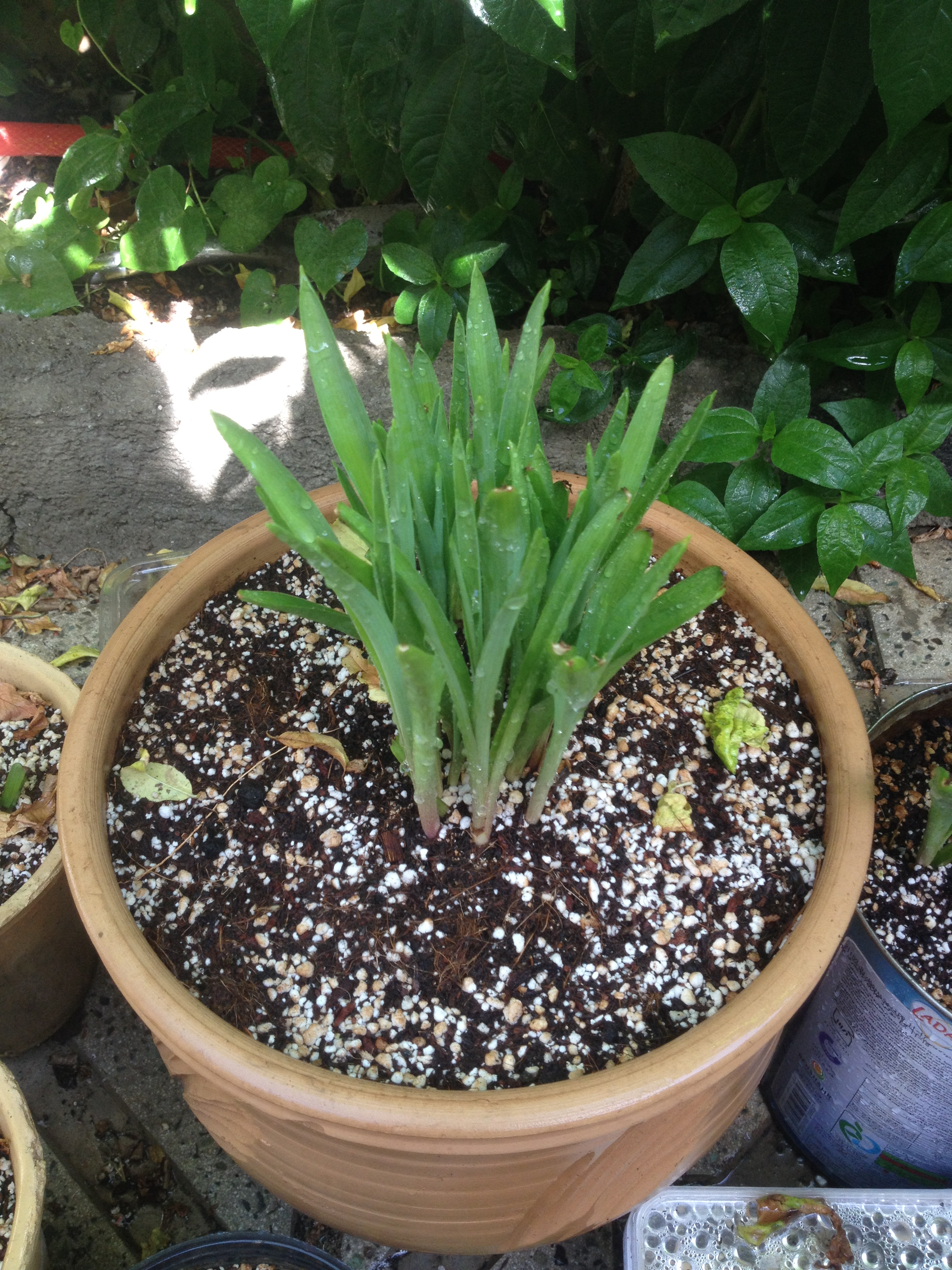
Pianta a circa 3 settimane di sviluppo